# Sialeʻataongo Tuʻivakanō
Sialeʻataongo Tuʻivakanō, Lord Tuʻivakanō (Tonga, 15 gennaio 1952), è un politico tongano, primo ministro delle Tonga dal 2010 al 2014.

## Biografia
Nato come Siale ‘Ataongo Kaho a Niutoua (Hahake), figlio maggiore di Siaosi Kiu Ngalumoetutulu Kaho e di Fatafehi-‘o-Lapaha Liku, frequentò la Tonga Side School, la Tonga High School, la Three Kings School di Auckland e il Wesley College di Paerata. Dal 1972 al 1974 studiò all'Ardmore Teachers' College di Auckland, diplomandosi nell'insegnamento.
Tornato a Tonga nel 1975, lavorò alla Tonga High School per poi entrare nel dipartimento di educazione fisica del Ministero dell'istruzione, dove fu in seguito posto a capo della divisione per i giovani, lo sport e la cultura.
Divenne il 17⁰ Lord Tuʻivakanō alla morte del padre, nel gennaio del 1986. Nel 1991 si laureò in scienze politiche alla Flinders University e nel 1992 tornò al Ministero dell'istruzione come funzionario senior per i giovani, lo sport e la cultura.

### Attività politica
Nel 1996 fu eletto nell'Assemblea legislativa per la prima volta nel ruolo di rappresentante per la nobiltà nell'isola di Tongatapu.
Presiedette l'Assemblea dal 2002 al 2004 e nel 2005 entrò in carica come ministro del lavoro, ma nel 2006, con un rimpasto di governo, venne nominato ministro della formazione, occupazione, gioventù e sport.
Nel novembre 2010 fu rieletto rappresentante per Tongatapu e, dopo le riforme costituzionali, divenne il primo capo del governo eletto dal parlamento, con 14 voti su 26 contro ʻAkilisi Pōhiva. Entrò in carica il 22 dicembre 2010.

## Vita privata
Sposato con Joyce Robyn Sanft (figlia di Ralph Frank Walter Sanft e di Elsa Lizzie), che dal 2013 al 2016 fu presidente del TASANOC, ha sei figli: Fulifua'atonga Fatafehi-o-Lapaha, Siaosi Kiu Tau-ki-Vailahi (marito di Titilupe Fanetupouvava'u Tuita-Tupou), Herriot, Paula Nunufa'ai Kea, David Uluaki Tangata ‘o Tonga e Jordan ‘Ataongo.